# 24413 Britneyschmidt
24413 Britneyschmidt è un asteroide della fascia principale. Scoperto nel 2000, presenta un'orbita caratterizzata da un semiasse maggiore pari a 3,2039361 au e da un'eccentricità di 0,0394464, inclinata di 12,27541° rispetto all'eclittica.
L'asteroide è dedicato all'astronoma statunitense Britney Elyce Schmidt.